# 星华街
星华街是苏州工业园区的主要南北向道路之一，北起312国道，南到江韵路。“华”字指金华市。
沿途的主要建筑有东沙湖公园、苏州中学园区校。
中环东线高架建于星华街之上。